# Vatnafjall
Vatnafjall är ett berg i republiken Island. Det ligger i regionen Austurland, 260 km öster om huvudstaden Reykjavík. Toppen på Vatnafjall är 856 meter över havet.
Trakten runt Vatnafjall är nära nog obefolkad, med mindre än två invånare per kvadratkilometer. Det finns inga samhällen i närheten. Trakten runt Vatnafjall består i huvudsak av gräsmarker.